# Rama VI
Pour les articles homonymes, voir Rama.
Wachirawut (en thaï  : วชิราวุธ - /วะ-ชิ-รา-วุด/ ), Phrabat Somdej Phra Mongkut Klao Chaoyuhua (en thaï : พระบาทสมเด็จพระมงกุฎเกล้าเจ้าอยู่หัว), né le 1er janvier 1881 à Bangkok et mort le 25 novembre 1925 dans la même ville, est roi de Siam (Thaïlande) sous le nom dynastique de Rama VI  de 1910 à son décès.

## Biographie
Il succède à son père, le roi Rama V, plus connu sous le nom de Chulalongkon. Wachirawut s'efforce de continuer l'œuvre de modernisation de son prédécesseur et contribue à mettre en avant des idées nationalistes. Durant son règne, il poursuit la démocratisation des institutions et réussit à tirer profit de la Première Guerre mondiale en s'y engageant au moment opportun.
Le calendrier est réorganisé sur le modèle occidental ; un nom de famille est créé et attribué à chacun. En 1917, Rama VI fonde l'université Chulalongkorn, une des plus réputées du pays. L'école est rendue obligatoire en 1921.
Le 22 décembre 1921, il accueille le Maréchal Joffre et sa délégation pour une fastueuse soirée de gala destinée à resserrer les liens entre le royaume de Siam et la France.

À la fin du dîner, le Roi prend la parole :
Nous sommes heureux, dit-il, de constater que nos relations internationales et surtout celles avec la France sont devenues de plus en plus amicales et cordiales : il est du reste tout naturel que ces relations d’amitié existent avec la France, puisque le premier ambassadeur que le Siam ait envoyé à l’étranger fut accrédité auprès du Gouvernement français. Plus tard les arts et les sciences de la France ont contribué à augmenter et à développer la prospérité du Siam ; à une époque plus récente, la France est devenue notre voisine, ce qui a été une occasion de resserrer les relations d’amitié entre les deux pays. Enfin, lors des événements mémorables qui se sont passés il y a quelques années, lorsque la grande guerre a bouleversé le monde, le Siam s’est rendu clairement compte des immenses difficultés que la France avait à combattre et de l’implacable ambition de ses ennemis. Je ne veux pas m’étendre sur ce point, puisque la guerre est terminée, mais je ne puis m’empêcher de dire : Je suis heureux qu’il ait été permis au Siam de contribuer au triomphe définitif du droit et de la justice.

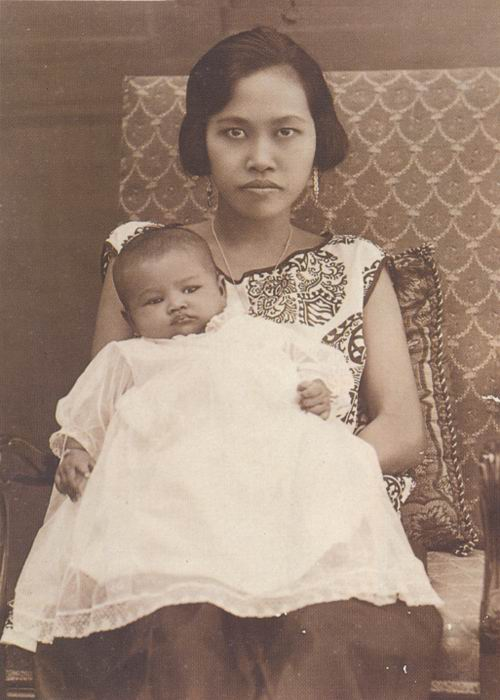
La princesse consort Suvaddhana et sa fille la princesse Bejaratana Rajasuda en 1925.

Homosexuel excentrique, entouré de nombreux favoris, Rama VI n'aurait sans doute pas accédé au trône si son père Rama V n'avait introduit le principe de primogéniture. Amoureux des arts, il composa de nombreuses œuvres de prose, de poésie et de théâtre, en particulier il acheva au palais de Sanam Chan le "Thao Saen Pom",, ainsi que trois traductions thaï de pièces de Shakespeare dont "Roméo et Juliette".
Marié quatre fois, il est le père d'une fille unique, la princesse Bejaratana Rajasuda, qu'il a eu avec la princesse consort Suvaddhana.
Son frère cadet lui succéda sous le nom de Rama VII.